# 塞尔维亚农业

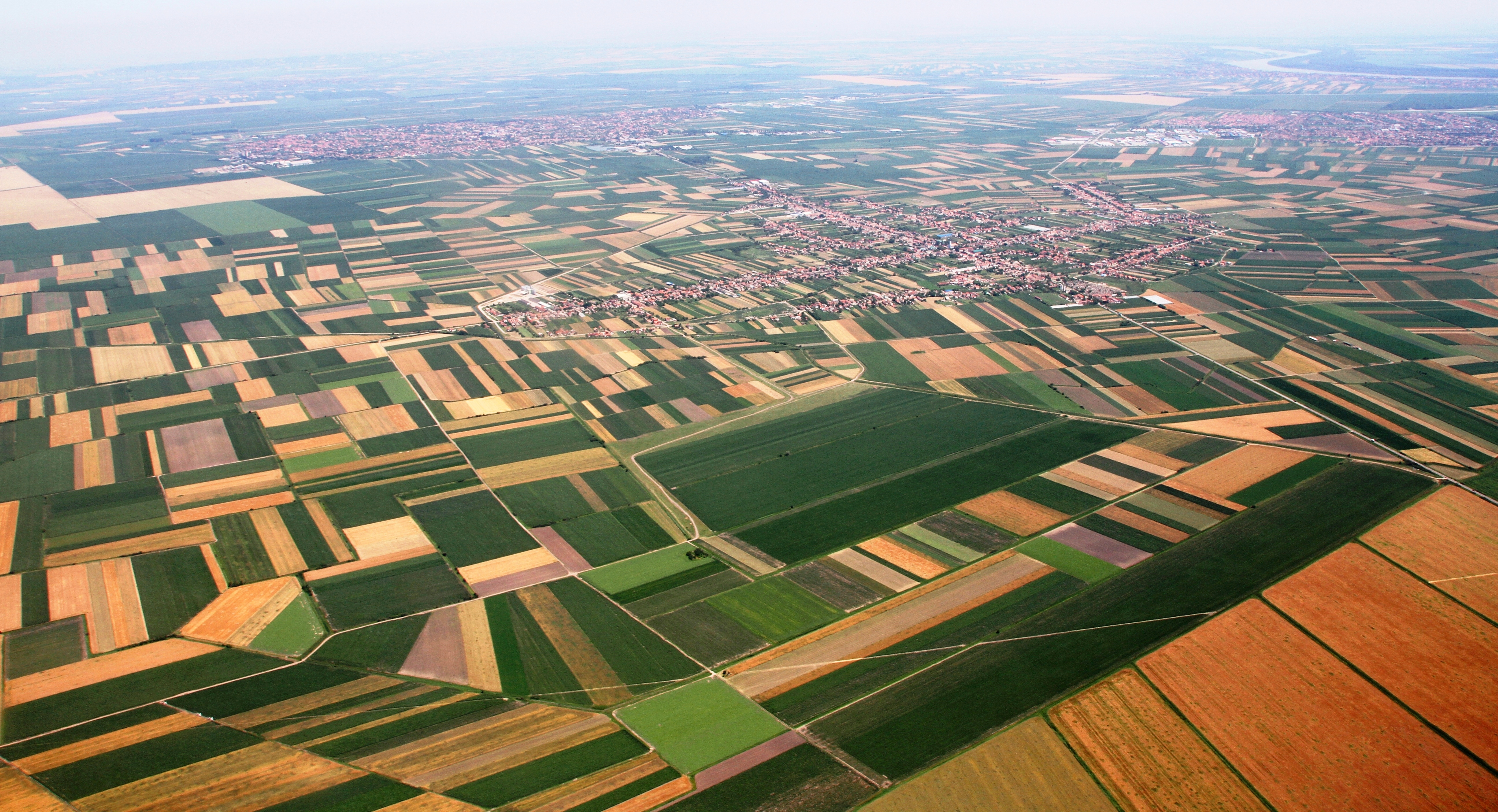
大约44.8%的塞尔维亚土地是已开发的可耕地面积

塞尔维亚农业（英語：Agriculture in Serbia），是塞尔维亚经济的重要组成部门，占该国国内生产总值的6.0%，价值24.16亿欧元（截至2017年）。
塞尔维亚共有3,475,894公顷已开发使用的土地，占总可耕地面积（包括林地）的67.12%。农业生产主要是在北部伏伊伏丁那省肥沃的潘诺尼亚平原（占所有已使用的可耕地面积的45%），以及邻近萨瓦河、多瑙河和大摩拉瓦河的南部低地。
1948年，近四分之三的人口从事农业活动；至今只有六分之一的农业人口。据估计，塞尔维亚约有110万人（占总人口的15.70%）受雇于农业农场，其中约53万人常年受雇于农场（截至2018年）。至2018年，塞尔维亚共有564,542个农业农场，其中99.7%的绝大部分为传统家庭农场。

## 总览
塞尔维亚农业品种主要以谷物、水果和蔬菜为主，构成其农业GDP和出口的重要组成部分。塞尔维亚是世界五大覆盆子（截至2018年为127,011吨）和李子（截至2018年为430,199吨）的生产国之一。它也是玉米（6,158,120吨，世界排名第32位）、小麦（2,095,400吨，居世界第35位）的重要生产国。塞尔维亚也盛产甜菜（2,299,770吨）和葵花籽（454,282吨）以满足本国对糖和植物油的需求，此外欧欧洲联盟允许它出口约180,000吨的糖。

### 水果
截至2018年，塞尔维亚的水果种植面积为182,922公顷。下表是水果品种的面积和产量情况（2018年度）：
| 水果品种 | 本国名    | 种类     | 种植面积 （公顷，2018年度） | 产量 （吨，2018年度） |
| -------- | --------- | -------- | --------------------------- | --------------------- |
| 李子     | Шљива     | 李属     | 72,923                      | 430,199               |
| 苹果     | Јабука    | 苹果属   | 26,658                      | 460,404               |
| 树莓     | Малина    | 悬钩子属 | 24,901                      | 127,011               |
| 酸樱桃   | Вишња     | 李属     | 19,579                      | 128,023               |
| 黑莓     | Купина    | 悬钩子属 | 6,055                       | 35,062                |
| 杏       | Кајсија   | 李属     | 6,040                       | 25,414                |
| 桃       | Бресква   | 李属     | 5,176                       | 50,249                |
| 梨       | Крушка    | 苹果属   | 4,997                       | 53,905                |
| 榛子     | Лешник    | 榛属     | 4,564                       | 5,428                 |
| 樱桃     | Трешња    | 李属     | 4,335                       | 19,153                |
| 胡桃     | Орах      | 胡桃屬   | 2,796                       | 9,272                 |
| 榲桲     | Дуња      | 苹果属   | 1,947                       | 12,318                |
| 油桃     | Нектарина | 李属     | 1,131                       | 23,407                |

### 谷物
谷物农场大概有1,702,829公顷（截至2018年），占总使用耕地的66.22%。下表为各类谷物生产面积和产量表（截至2018年）
| 谷   | 原名           | 属       | 公顷 （截至2018年） |
| ---- | -------------- | -------- | ------------------- |
| 玉米 | Кукуруз        | 玉蜀黍属 | 900,048             |
| 小麦 | Пшеница        | 小麦属   | 639,595。           |
| 大麦 | Јечам          | 大麦属   | 102,125             |
| 燕麦 | Овас           | 燕麦属   | 27,125              |
| 黑麦 | Раж            | 黑麦属   | 4,408               |
| 其他 | Остале културе |          | 29,507              |

### 其他种植业
除了谷物外，在塞尔维亚的869,000多公顷的耕地上还种植着各种农业品种。其中大概有34,190公顷室外种植用于保证新鲜果蔬的生产运输；还有12,083公顷用于工业加工、3,843公顷用于温室种植。
| 产品             | 原名                    | 品种     | 种植面积（公顷） |
| ---------------- | ----------------------- | -------- | ---------------- |
| 向日葵           | Сунцокрет               | 工业加工 | 239,794          |
| 饲料             | Крмно биље              |          | 230,323          |
| 黄豆             | Соја                    | 工业加工 | 196,902          |
| 蔬菜、西瓜、草莓 | Поврће, бостан и јагоде |          | 50,107           |
| 菜籽油           | Уљана репица            | 工业加工 | 45,575           |
| 甜菜             | Шећерна репа            |          | 44,898           |
| 土豆             | Кромпир                 |          | 27,701           |
| 烟草             | Дуван                   | 工业加工 | 5,244            |
| 扁豆             | Пасуљ                   | 豆类     | 5,137            |
| 药用植物         | Лековито биље           | 工业加工 | 2,430            |
| 其他豆类         | Остале махунарке        | 豆类     | 1,409            |
| 豌豆             | Грашак                  | 豆类     | 1,228            |
| 鲜花             | Цвеће                   |          | 440              |
| 啤酒花           | Хмељ                    | 工业加工 | 215              |

### 葡萄酒

塞尔维亚葡萄酒产地

塞尔维亚是世界上第19大葡萄酒生产国。该国是欧洲葡萄栽培历史最悠久的国家之一，在考据学中属于旧大陆葡萄酒生产国。
塞尔维亚有21,359公顷的葡萄园（截至2018年），每年生产198,183吨葡萄（截至2014年），这使该国跻身于世界前20个葡萄酒生产国之列。该国葡萄酒主要品种包括贝尔格莱德无籽酒（Belgrade Seedless）、普罗库帕克，这两款为主要的本土葡萄酒品种。此外还有长相思（Sauvignon）、意大利雷司令（Italian Riesling）、赤霞珠、霞多丽、白勃艮第和红勃艮第、汉堡、麝香葡萄、阿福斯阿里（Afus Ali）、弗拉纳茨、塔米亚尼卡、克尔斯塔克、斯梅德列夫卡和丁卡等。

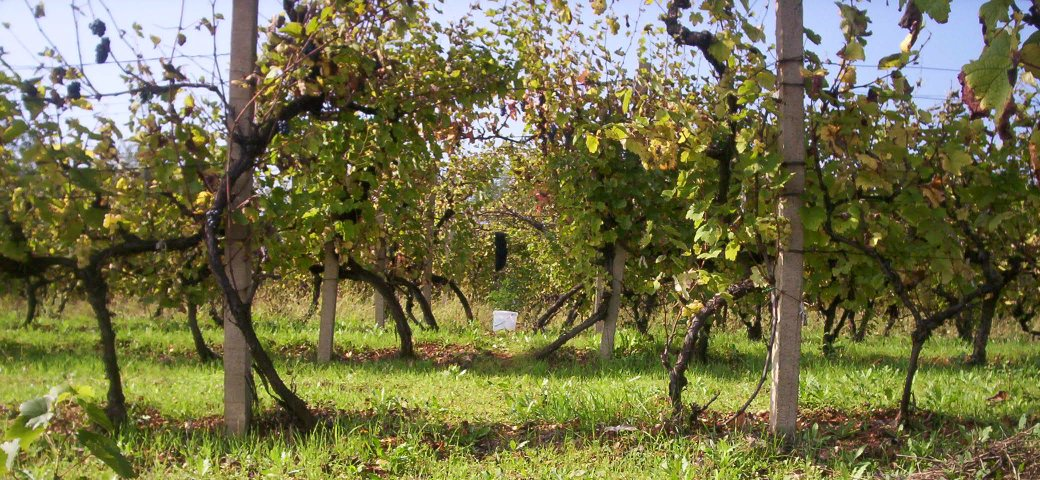
弗拉索廷采附近的葡萄园
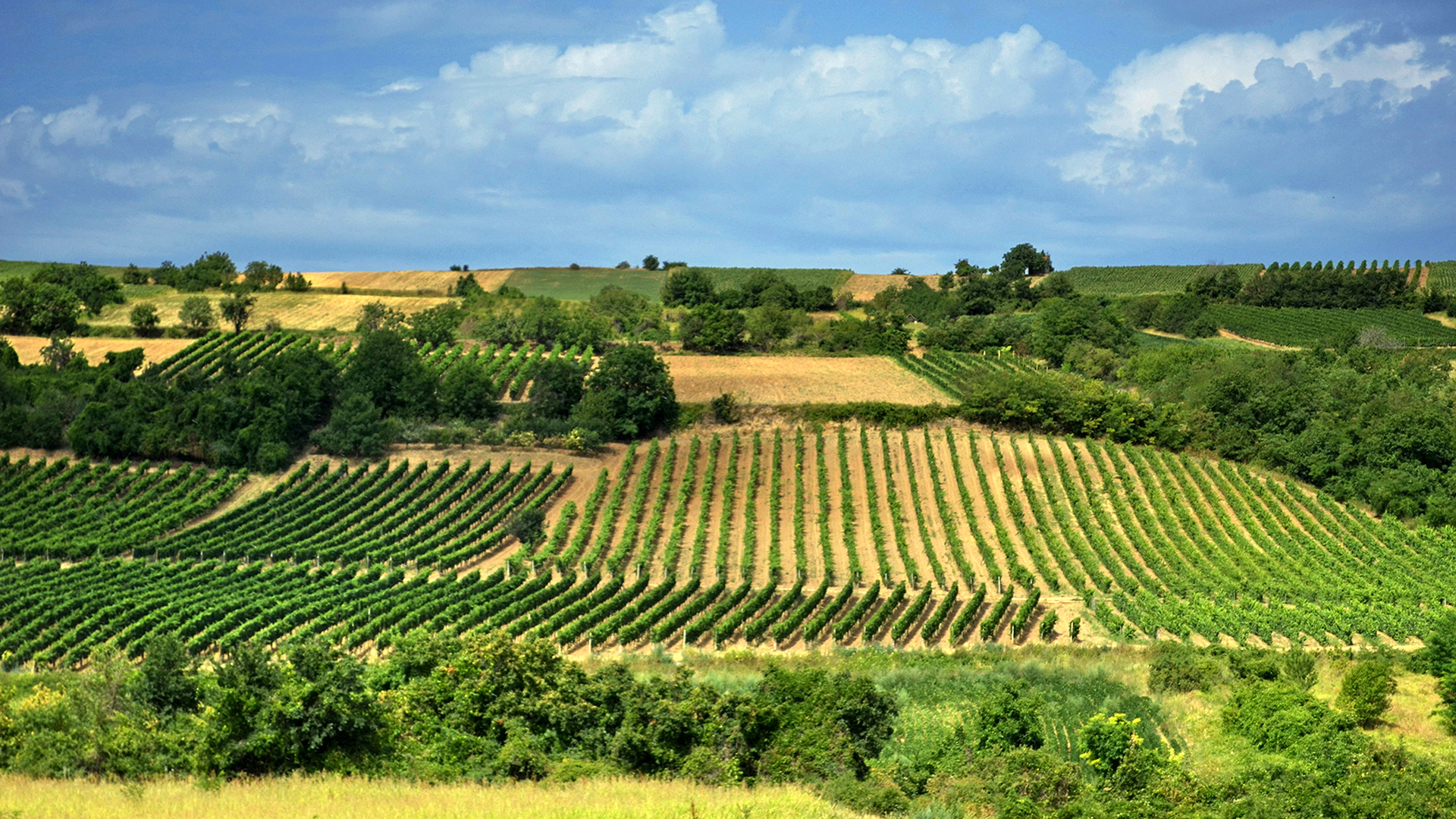
弗魯什卡山的葡萄园

## 畜牧业
截至2018年，畜牧业在塞尔维亚农业生产中的比重为32.6%，畜牧业总产值为14.60亿欧元，畜产品年产值约为4.5亿欧元。
在牲畜的总产值结构中，猪的产值最多（占66.2%），其次是牛（31.0%）、家禽（14.4%）和绵羊和山羊的8.4%。截至2018年，塞尔维亚有2300万只鸡、330万头猪、180万只羊、88.1万头牛、21.8万只山羊和1.5万匹马。此外，估计还有91.4万只蜂巢、3.18万只兔、4800只驴以及少量的水牛和鸵鸟。

## 农业教育和研究
塞尔维亚有几所提供农业研究的大学：
- 贝尔格莱德大学泽蒙农学院
- 诺维萨德大学农学院
- 克拉古耶瓦茨大学农学系（英语：University of Kragujevac Faculty of Agronomy）
- 尼什大学克鲁舍瓦茨农业学院

其中还有一些从事发展农业的科学研究所：

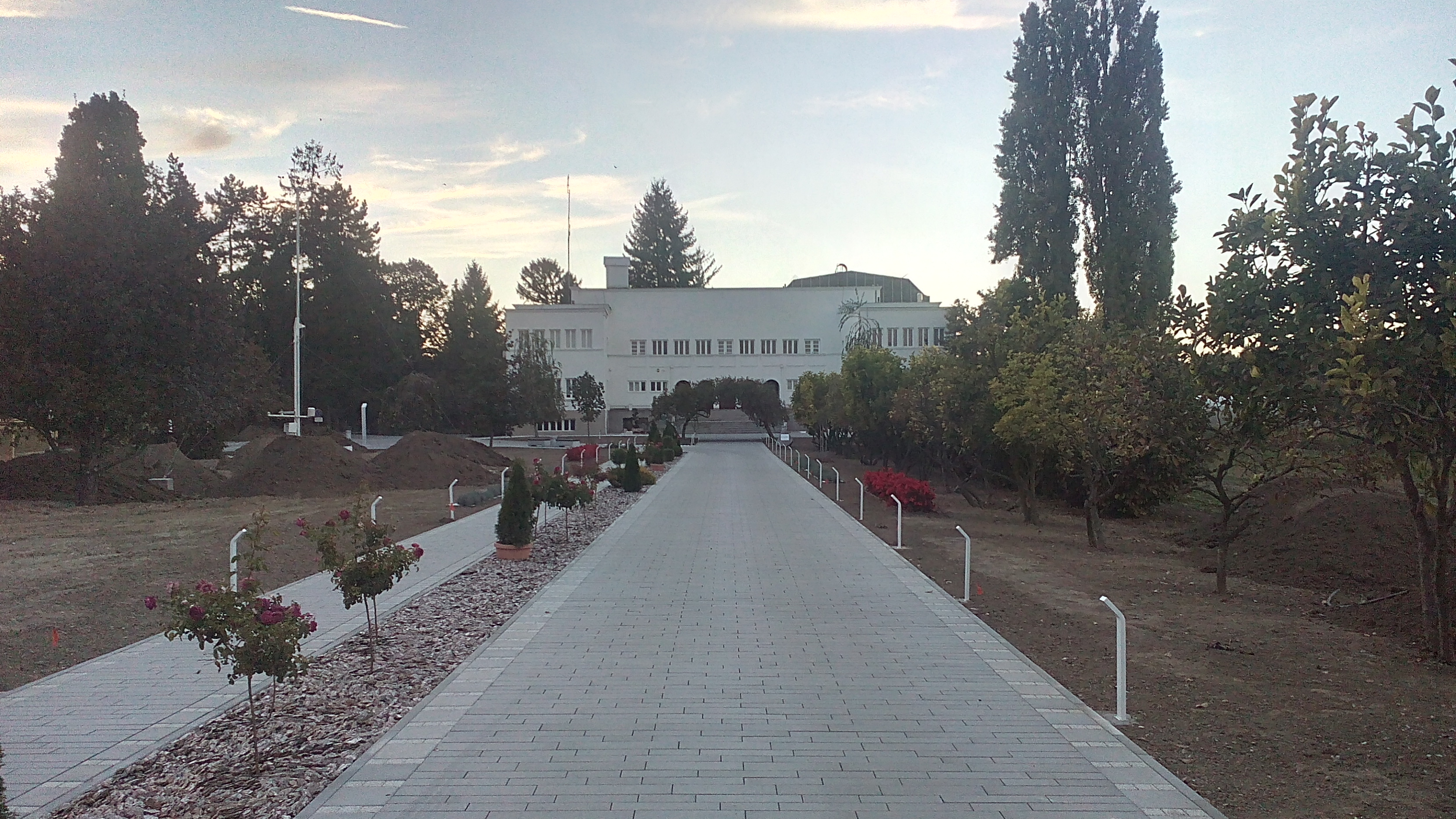
查查克水果研究所（Fruit Research Institute in Čačak）

- 贝尔格莱德「約瑟夫·潘契奇」药用植物研究所：為紀念塞爾維亞植物學之父「約瑟夫·潘契奇」而以此為名
- 贝尔格莱德农业经济研究所
- 贝尔格莱德植物保护和环境研究所
- 贝尔格莱德畜牧业研究所
- 贝尔格莱德林业研究所
- 诺维萨德田野和蔬菜作物研究所
- 贝尔格莱德农业科学应用研究所
- 贝尔格莱德肉类卫生和技术研究所
- 贝尔格莱德农药和环境保护研究所
- 贝尔格莱德农业经济研究所
- 查查克水果研究所

## 相关
- 塞尔维亚经济
- 塞尔维亚饮食